# Guatteria blainii
Guatteria blainii este o specie de plante angiosperme din genul Guatteria, familia Annonaceae. A fost descrisă pentru prima dată de August Heinrich Rudolf Grisebach, și a primit numele actual de la Ignatz Urban. Conform Catalogue of Life specia Guatteria blainii nu are subspecii cunoscute.